# Driedaagse De Panne - Koksijde 1993
La Driedaagse De Panne - Koksijde 1993, diciassettesima edizione della corsa, si svolse dal 30 marzo al 1º aprile su un percorso di 526 km ripartiti in 3 tappe (la prima e la terza suddivise in due semitappe), con partenza a Harelbeke e arrivo a De Panne. Fu vinta dal belga Eric Vanderaerden della squadra Wordperfect, al suo quinto successo in questa competizione, davanti all'olandese Frans Maassen e all'altro belga Edwig Van Hooydonck.

## Tappe
| Tappa  | Data      | Percorso                                | km  | Vincitore di tappa | Leader cl. generale |
| ------ | --------- | --------------------------------------- | --- | ------------------ | ------------------- |
| 1ª-1ª  | 30 marzo  | Harelbeke > Herzele                     | 140 | Dag Otto Lauritzen | Dag Otto Lauritzen  |
| 1ª-2ª  | 30 marzo  | Herzele > Herzele (cron. a squadre)     | 27  | Wordperfect        | Eric Vanderaerden   |
| 2ª     | 31 marzo  | Herzele > Oostduinkerke                 | 231 | Nicola Minali      | Eric Vanderaerden   |
| 3ª-1ª  | 1º aprile | De Panne > Koksijde                     | 114 | Rolf Sörensen      | Eric Vanderaerden   |
| 3ª-2ª  | 1º aprile | De Panne > De Panne (cron. individuale) | 14  | Jelle Nijdam       | Eric Vanderaerden   |
| Totale | Totale    | Totale                                  | 526 |                    |                     |

## Dettagli delle tappe

### 1ª tappa - 1ª semitappa
- 30 marzo: Harelbeke > Herzele – 140 km

| Pos. | Corridore          | Squadra       | Tempo    |
| ---- | ------------------ | ------------- | -------- |
| 1    | Dag Otto Lauritzen | TVM-Bison Kit | 3h24'52" |
| 2    | John Talen         | TVM-Bison Kit | a 1"     |
| 3    | Eric Vanderaerden  | Wordperfect   | a 2"     |

| Pos. | Corridore          | Squadra       | Tempo |
| ---- | ------------------ | ------------- | ----- |
| 1    | Dag Otto Lauritzen | TVM-Bison Kit |       |

### 1ª tappa - 2ª semitappa
- 30 marzo: Herzele > Herzele (cron.  a squadre) – 27 km

| Pos. | Squadra      | Tempo  |
| ---- | ------------ | ------ |
| 1    | Wordperfect  | 33'48" |
| 2    | Lampre-Polti | a 14"  |
| 3    | Novemail     | a 31"  |

| Pos. | Corridore         | Squadra     | Tempo |
| ---- | ----------------- | ----------- | ----- |
| 1    | Eric Vanderaerden | Wordperfect |       |

### 2ª tappa
- 31 marzo: Herzele > Oostduinkerke – 231 km

| Pos. | Corridore         | Squadra       | Tempo    |
| ---- | ----------------- | ------------- | -------- |
| 1    | Nicola Minali     | Mecair-Ballan | 5h26'46" |
| 2    | Mario Cipollini   | MG Boys       | s.t.     |
| 3    | Wilfried Nelissen | Novemail      | s.t.     |

| Pos. | Corridore         | Squadra     | Tempo |
| ---- | ----------------- | ----------- | ----- |
| 1    | Eric Vanderaerden | Wordperfect |       |

### 3ª tappa - 1ª semitappa
- 1º aprile: De Panne > Koksijde – 114 km

| Pos. | Corridore         | Squadra     | Tempo    |
| ---- | ----------------- | ----------- | -------- |
| 1    | Rolf Sörensen     | Carrera     | 2h33'27" |
| 2    | Wilfried Nelissen | Novemail    | a 5"     |
| 3    | Eric Vanderaerden | Wordperfect | s.t.     |

| Pos. | Corridore         | Squadra     | Tempo |
| ---- | ----------------- | ----------- | ----- |
| 1    | Eric Vanderaerden | Wordperfect |       |

### 3ª tappa - 2ª semitappa
- 1º aprile: De Panne > De Panne (cron. individuale) – 14 km

| Pos. | Corridore          | Squadra     | Tempo  |
| ---- | ------------------ | ----------- | ------ |
| 1    | Jelle Nijdam       | Wordperfect | 17'05" |
| 2    | Eddy Seigneur      | Gan         | a 3"   |
| 3    | Viatcheslav Ekimov | Novemail    | a 19"  |

| Pos. | Corridore           | Squadra     | Tempo     |
| ---- | ------------------- | ----------- | --------- |
| 1    | Eric Vanderaerden   | Wordperfect | 12h16'26" |
| 2    | Frans Maassen       | Wordperfect | a 8"      |
| 3    | Edwig Van Hooydonck | Wordperfect | a 11"     |

## Classifiche finali

### Classifica generale
| Pos. | Corridore              | Squadra                        | Tempo     |
| ---- | ---------------------- | ------------------------------ | --------- |
| 1    | Eric Vanderaerden      | Wordperfect                    | 12h16'26" |
| 2    | Frans Maassen          | Wordperfect                    | a 8"      |
| 3    | Edwig Van Hooydonck    | Wordperfect                    | a 11"     |
| 4    | Džamolidin Abdužaparov | Lampre-Polti                   | a 34"     |
| 5    | Zbigniew Spruch        | Lampre-Polti                   | a 35"     |
| 6    | Viatcheslav Ekimov     | Novemail-Histor-Laser Computer | a 36"     |
| 7    | Ján Svorada            | Lampre-Polti                   | a 37"     |
| 8    | Eddy Seigneur          | Gan                            | a 44"     |
| 9    | Alexander Gontchenkov  | Lampre-Polti                   | a 46"     |
| 10   | Olaf Ludwig            | Telekom                        | a 49"     |